# Nose art

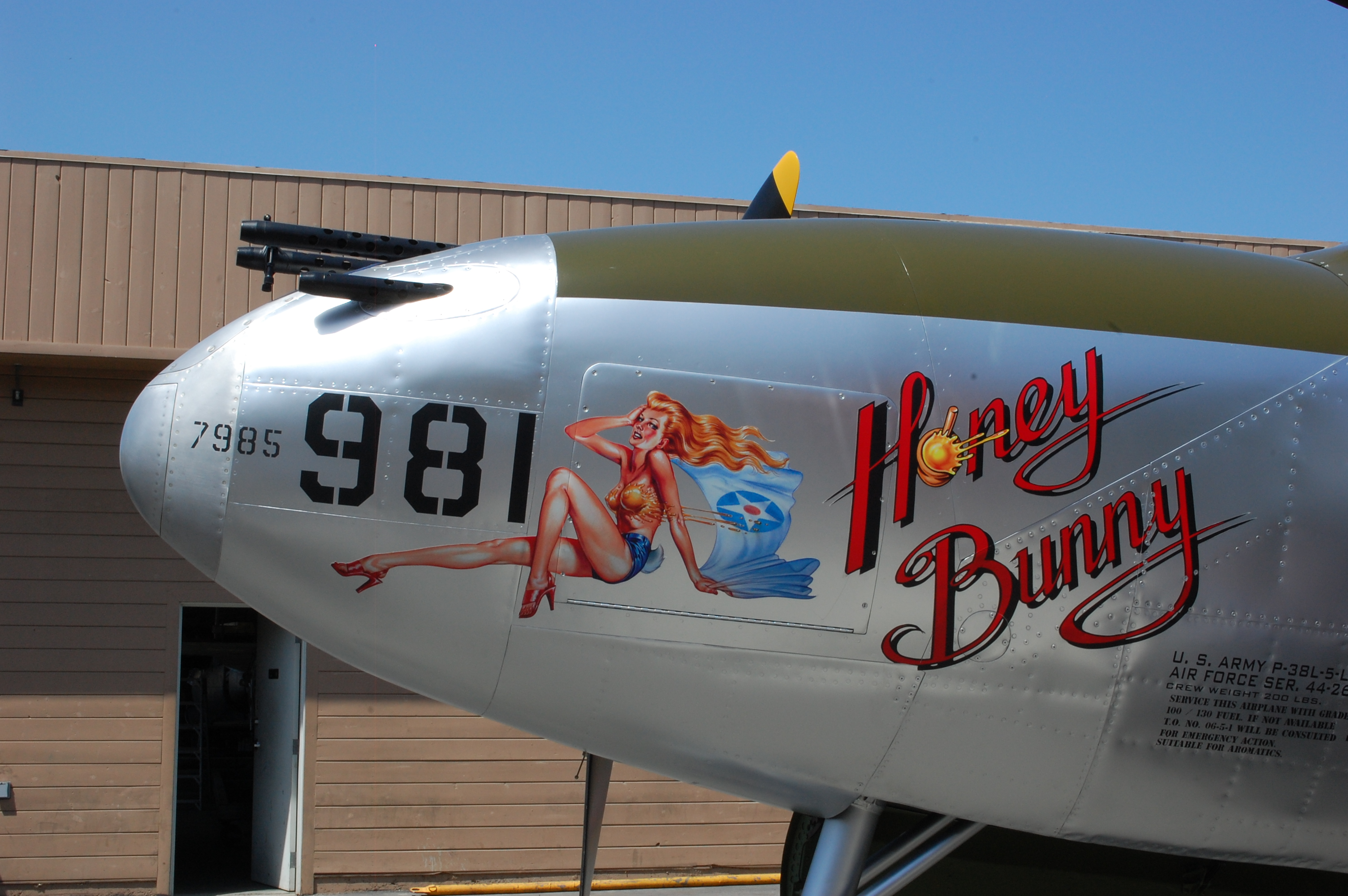
'Медовый Зайчик', а Локхид Р-38 Лайтнинг

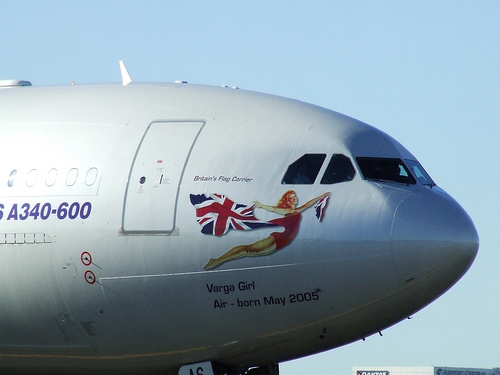
Украшение носовой части самолета А340-600 компании Virgin Atlantic

Nose art (носарт, роспись самолетов) — декоративная живопись или живописное оформление фюзеляжа самолёта. Английское название происходит от того, что рисунок размещается, как правило, на носу (англ. nose) самолёта.

## Определение жанра
Nose art имеет характер неофициального и очень индивидуального искусства, выполняемого непрофессиональными художниками. Это позволяет определить его, как декоративно-прикладное искусство, родственное граффити. Так же, как в случае граффити, художники здесь анонимные, а само произведение искусства существует очень недолго. Поэтому нигде нет сколько-нибудь полного собрания nose art, приходится довольствоваться фотографиями и рассказами.
Искусство разрисовки самолетов родилось в военной авиации, но иногда оно используется и в оформлении самолетов гражданских авиакомпаний. Например, самолеты компании Virgin Group украшают изображения девушек.
Носартом в широком смысле может считаться художественное оформление не только носовой, но и хвостовой части самолетов .

## История
Разрисовывать свои самолеты летчики начали ещё до Первой мировой войны; главная цель, которая при этом преследовалась — идентификация конкретного пилота, как для своих, так и для противников.
Лётные подразделения имели собственные официальные знаки отличия, наносимые на фюзеляж. Несмотря на это, лётчики стремились добавить к обязательным элементам оформления фюзеляжа собственные рисунки, чтобы придать своему самолету бо́льшую индивидуальность.
В свою очередь, командование не препятствовало нарушению единообразия, считая, что украшение самолета рисунками отвлекает пилотов от рутины и однообразия военной службы. Кроме того, резонно считалось, что рисунки на самолетах отражали тёплые воспоминания о доме и мирном времени, что было хорошей психологической защитой от смертельных опасностей войны.
Первенство в области nose art принадлежит итальянским и немецким пилотам. В 1913 году летчики итальянского военно-морского флота украсили нос летающей лодки изображением морского чудовища. Вслед за этим немецкие летчики в годы Первой мировой войны стали изображать под пропеллером оскаленную зубастую акулью пасть. Немецкий лётчик-ас Манфред фон Рихтгофен, попросту выкрасил свой самолёт в красный цвет, в связи с чем получил знаменитое прозвище «Красный барон».

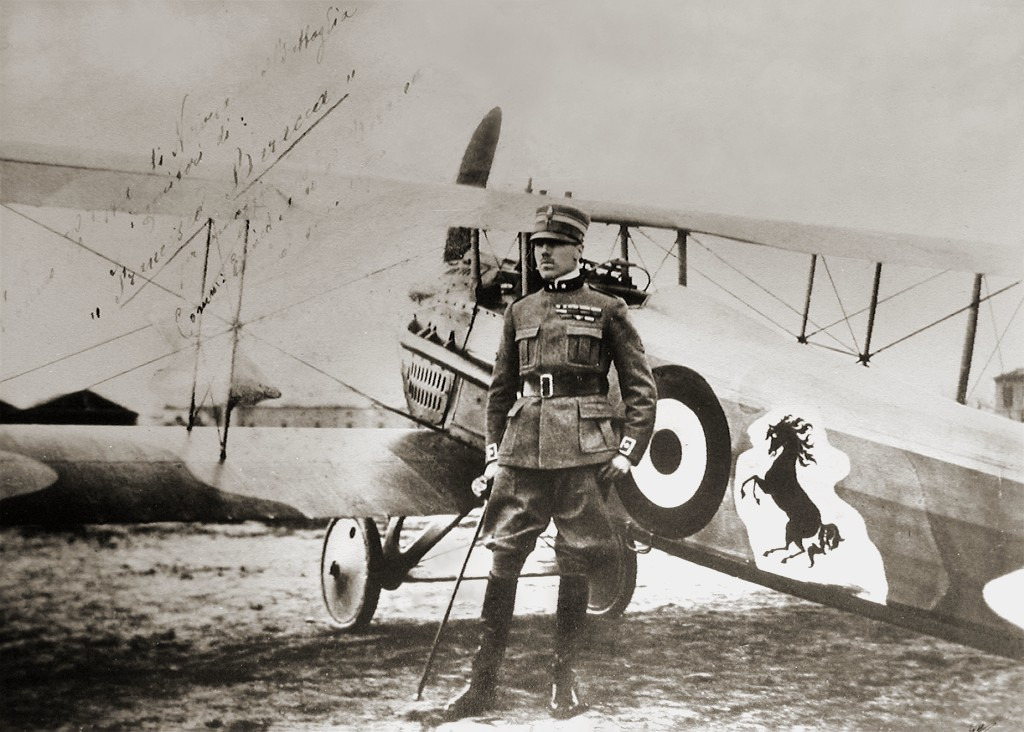
Франческо Баракка возле своего самолета SPAD S.XIII

Широко известен вставший на дыбы конь (cavallino rampante), который изобразил на фюзеляже своего самолета итальянский ас Франческо Баракка (вздыбленный конь был гербом аристократической фамилии Баракка). Друг Ф. Баракка, Энцо Ферарри, сделал этот рисунок символом гоночных автомобилей, которые начал производить в 1947 году.
Лётчики 94-й и 95-й американских эскадрилий, воевавших на европейском фронте во время Первой мировой войны изображали на своих самолётах опознавательные знаки: шляпу в круге и пинающегося мула соответственно. Тогда же, в годы Первой мировой войны, на самолётах Американской добровольческой группы лётчиков появились самые известные изображения носарта — оскаленные акульи морды. Спустя тридцать лет, это же изображение рисовали на своих самолетах немецкие лётчики.
Как правило, в то время росписью самолётов занимались не сами пилоты, а члены команды наземного обслуживания.
«Золотым веком» жанра, однако, считают годы Второй мировой войны. Появились даже художники, специализирующиеся в росписи самолётов, и им неплохо платили за выполненные работы. Надо сказать, что Военно-морские силы США художественную разрисовку самолётов запретили и приказали метить самолёты двузначными номерами; по тому же пути пошло командование ВВС Великобритании и ВВС Канады. Главные мотивы рисунков были устрашающими: кроме акульей пасти на самолётах рисовали жалящую змею, летящего бенгальского тигра или дракона.
Особенно популярна была роспись самолётов в частях бомбардировочной авиации, которые несли крупные потери. Экипажи бомбардировщиков состояли из нескольких человек, которые образовывали сплочённый коллектив. Самолёт, от которого зависела жизнь, как бы становился одним из членов экипажа. Поэтому его украшали рисунком, который считался приносящим удачу.

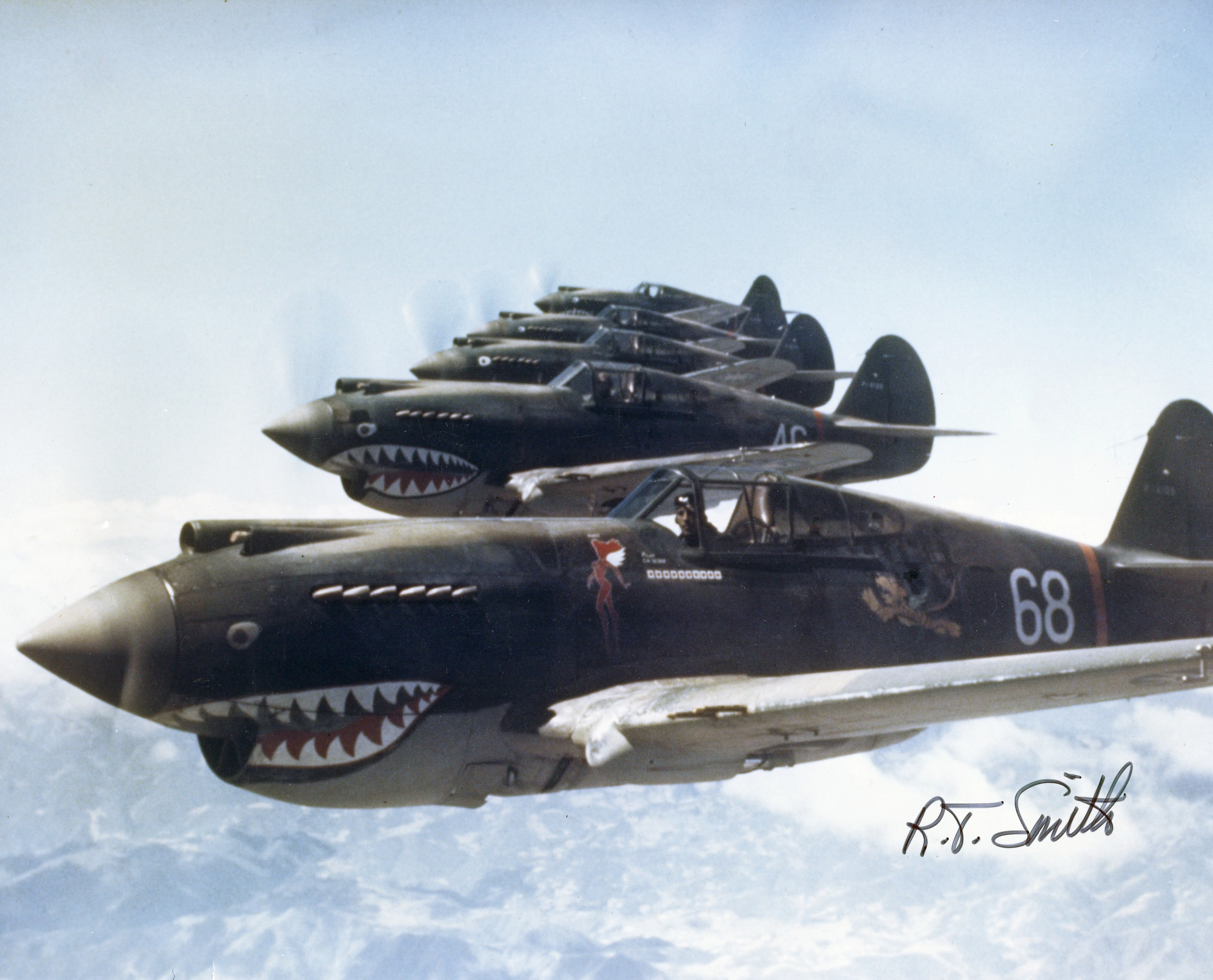
Ангелы ада, 3-й эскадрильи 1-й американской добровольческой группы «Летающие тигры», 28 мая 1942 года

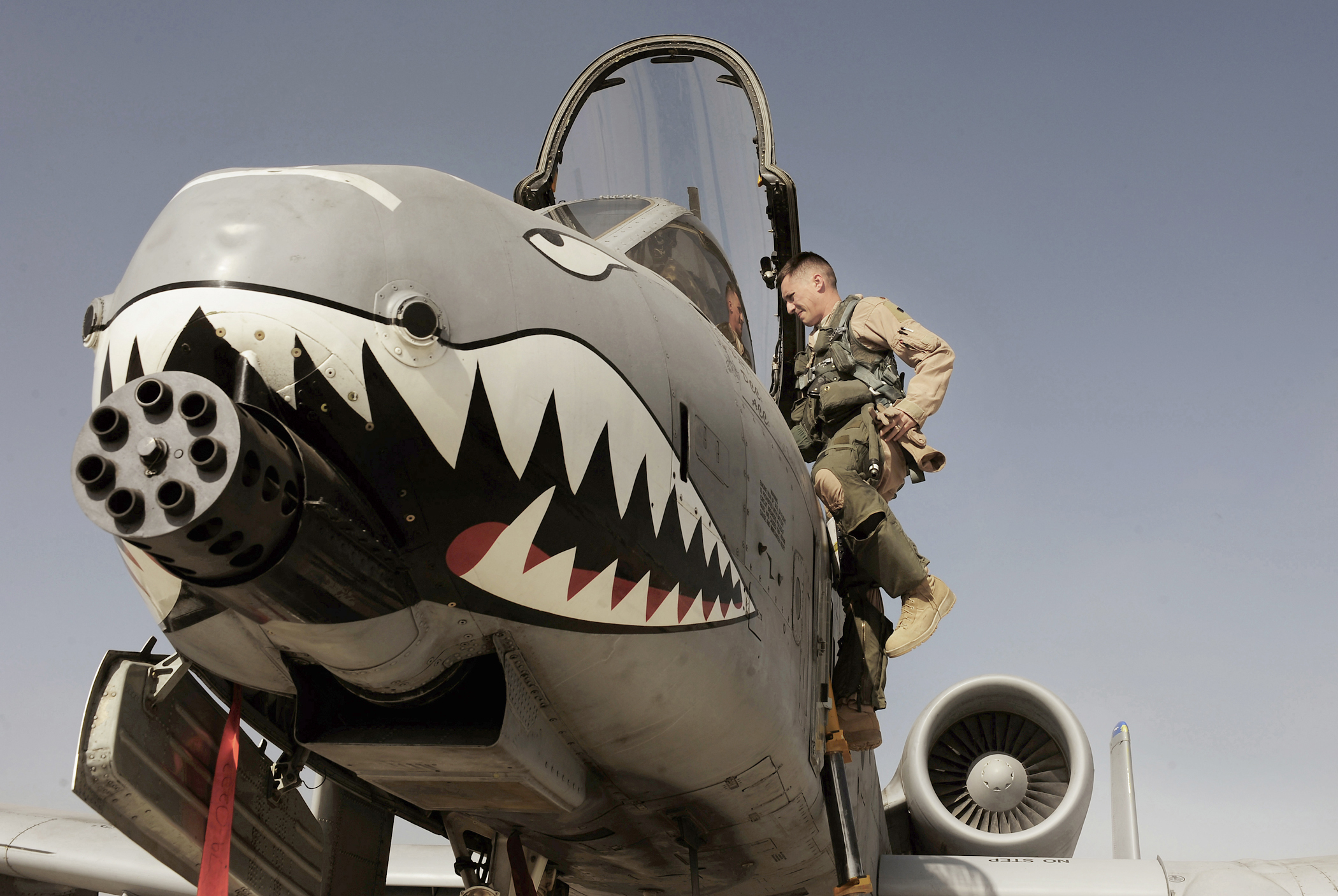
А-10 Thunderbolt II с акульим ртом тематические арт-нос, аэродром Кандагар, Афганистан, 2011

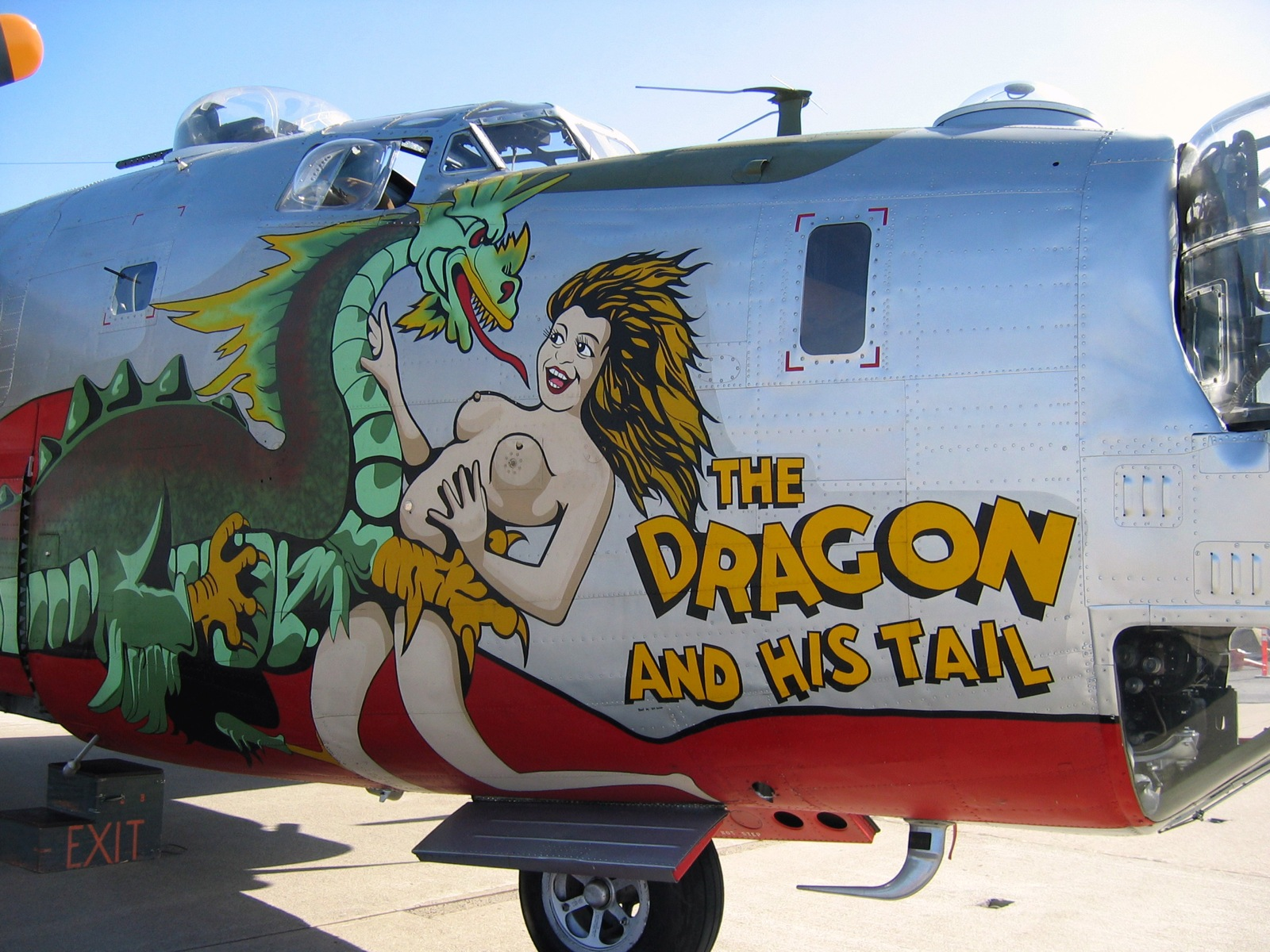
«Дракон и его хвост» - нос-арт на Б-24 «Либерейтор», авиабаза «Моффетт Филд» (Маунтан-Вью, Калифорния), 2004

## Региональные и национальные различия

### США
Художники использовали для своего творчества разнообразные материалы: от пинапа и портретов киноактрис, таких как Рита Хейворт и Бетти Грейбл до персонажей мультфильмов, вроде Дональда Дака, Багс Банни и Попай и патриотических персонажей (Янки-дудл), а также вымышленных героев (Сэм Спейд). Использовались также символы удачи: кости и игральные карты, а также изображения скелетов. Многие художники рисовали различных животных и птиц. 
Кроме того, самолетам давали прозвища по именам родных и близких, а также по родным городам, названиям популярных песен и кинофильмов. Некоторые рисунки и надписи в носовой части самолетов выражали презрение к врагу, особенно к вражеским лидерам.

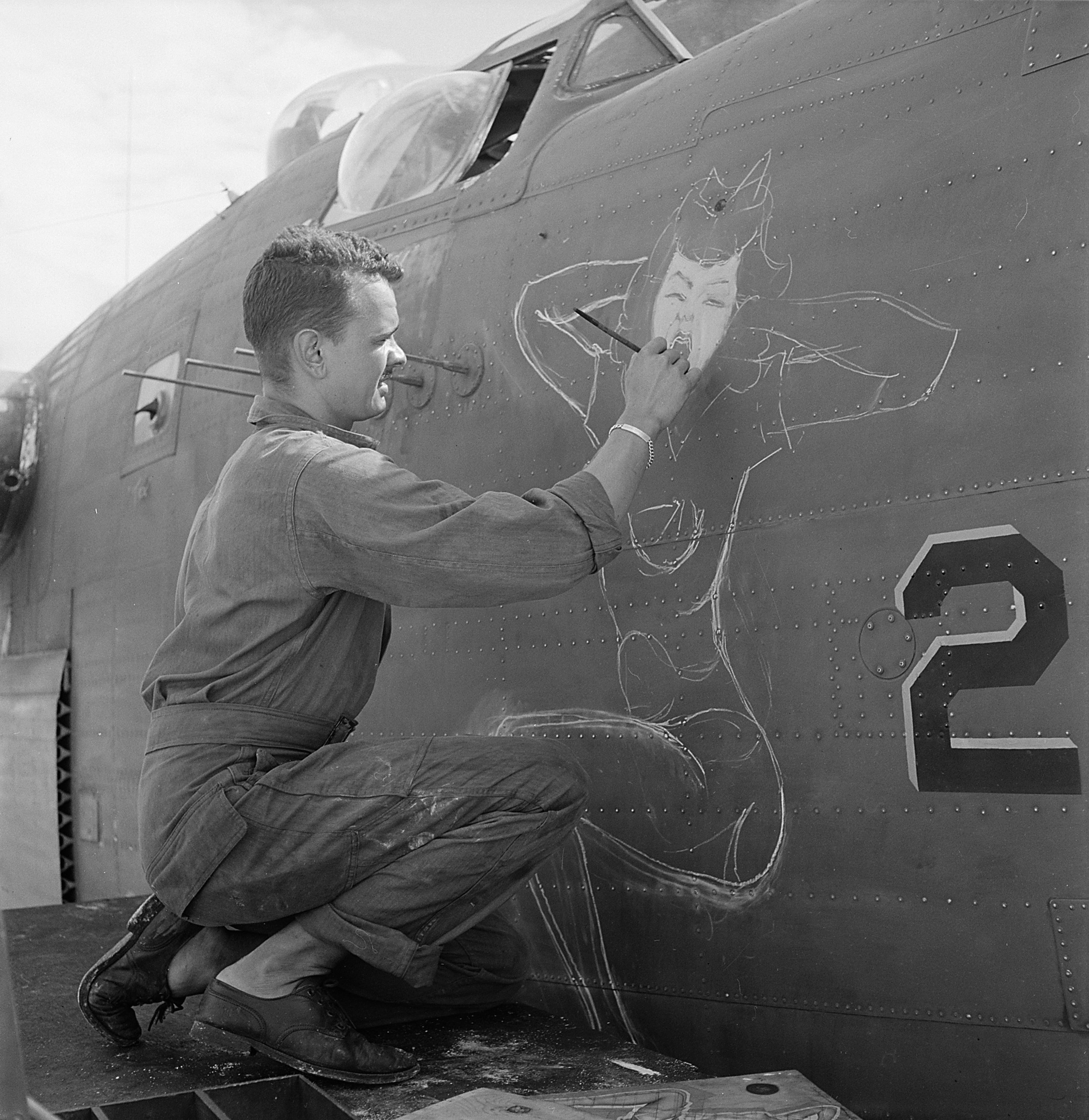
Сержант С. Ж. Уилсон расписывает бомбардировщик, Эниветок, июнь 1944 г.

Очень популярными среди художников носарта были рисунки Альберто Варгаса в стиле пинап, публиковавшиеся в журнале Эсквайр. Экипажи многих самолётов с удовольствием копировали их.
Чем дальше самолёты и экипаж находились от штаба, тем менее соблюдались приличия. Например, на американских самолётах, воюющих на Тихом океане, нагих красоток изображали чаще, чем на самолётах, воевавших в Европе.

### Германия

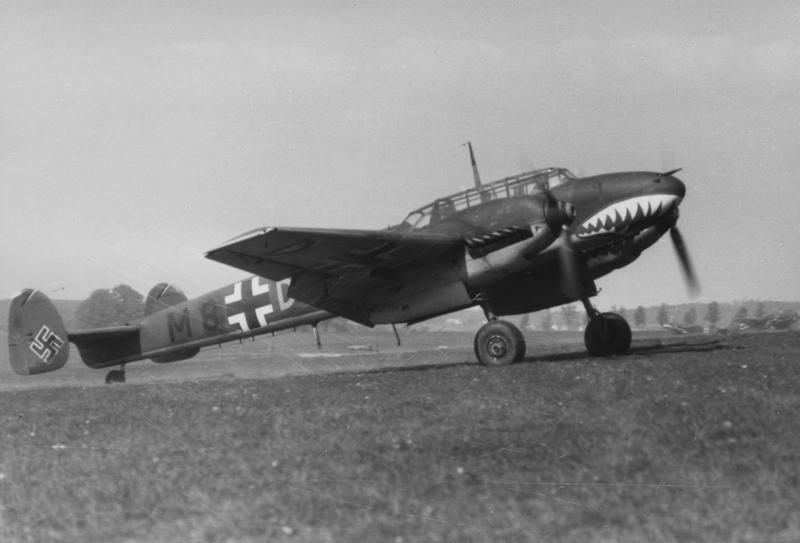
«Акулья пасть». Немецкий самолет «Мессершмитт» Bf.110C эскадрильи ZG 76, май 1940

В Люфтваффе самолёты разрисовывали не часто, но бывали исключения. Например, во время Гражданской войны в Испании самолеты Bf.109 легиона «Кондор» были украшены изображением Микки Мауса, а один Ю-87A украшала большая свинья в белом круге. 
В середине 1941 года на  «мессершмитте» Bf.109E-3 Адольфа Галланда из 26-й истребительной эскадры   также было изображение Микки Мауса, державшего в руках современный телефон. A  самолёт-бомбардировщик Ju 87B-1, пилотировавшийся майором Альфонсом Ортофером и базировавшийся в Бреслау-Шонгартене (сейчас этот аэропорт называется аэропортом Коперника, Вроцлав) во время вторжения в Польшу, был украшен акульей пастью. 
Другим примером был истребитель Bf.109G-14 Эриха Хартманна «Лумпи» с головой орла.
Боевое крыло Jagdgeschwader 54 было известно под прозвищем Grünherz («Зеленое сердце»), поскольку его сформировали в Тюрингии, «зеленом сердце Германии». Поэтому лётчики рисовали на фюзеляжах своих самолетов сразу после бортового номера большое зелёное сердце.
Возможно, самым ярким изображением в стиле нос-арт в Люфтваффе было красно-белая змея, тянущаяся вдоль всего фюзеляжа; это изображение было на некоторых пикировщиках Ю-87 «Штука», которые воевали в Северной Африке.

### СССР
Советские лётчики также украшали свои самолёты историческими образами и мифическими животными, но чаще — патриотическими лозунгами.

### Финляндия
В финских ВВС в некоторых подразделениях носарт был запрещён, в других же частях к нему относились терпимо. Искусство финского носарта было юмористическим или сатирическим, например, самолёты Кёртис Р-36 из подразделений майора Ауво Маунулы украшали изображением «рогатого Сталина».

### Япония
Японские воздушные силы самообороны украсили истребитель с персонажами «Мистический орёл» и «Стреляющий орёл».
Начиная с 2011 года у японских наземных сил самообороны на вооружении есть противотанковые вертолёты AH-1S Cobra и вертолёт наблюдения Кавасаки OH-1 по имени Ита-Кобра и Ита-Омега соответственно, оформленные в теме 4 сестёр Кисаразу (木 更 津) (Аканэ (木 更 津 茜), Aoi (木 更 津 葵), Wakana (木 更 津 若 菜), Yuzu (木 更 津 柚子)). [23] Aoi-chan впервые появился в 2011 году, а затем остальные три сестры в 2012 году.

### Канада
Сообщалось, что канадские лётчики, воевавшие в Афганистане, разрисовывали свои вертолеты CH-47D "Чинук" и CH-146 "Грифон".